# Sky Void of Stars
Sky Void of Stars (с англ. — «Небо без звёзд») — двенадцатый студийный альбом шведской метал-группы Katatonia, выпущенный 20 января 2023 года на лейбле Napalm Records.

## Предыстория
В апреле 2020 года Katatonia выпустили свой одиннадцатый студийный альбом City Burials. Изначально группа планировала отправиться в турне в его поддержку, но вспышка пандемии COVID-19 помешала этим планам. Поняв, что это не краткосрочная проблема, а нечто, что полностью лишает их возможности гастролировать, они вместо этого приступили к выпуску новой музыки. В эти планы входили выпуск нового концертного альбома Dead Air (2020), сборника Mnemosynean (2021), бокс-сета Melancholium (2022), а также написание и запись двенадцатого студийного альбома.

## Создание и запись
Работа над альбомом началась вскоре после выхода City Burials в апреле 2020 года. Хотя большинство альбомов Katatonia были написаны в творческом дуэте вокалиста Юнаса Ренксе и гитариста Андерса Нюстрёма, Sky Void of Stars, как и его предшественник, был полностью написан Ренксе. Запись альбома послужила своего рода терапией для Ренксе, чтобы помочь ему сохранить свое психическое здоровье во время пандемии. Название альбома, «Sky Void of Stars» (с англ. — «Небо без звёзд»), намекает на многовековую концепцию, согласно которой путешественники, плывущие по океану, не могут путешествовать, если нет звезд, освещающих небо и окружающую среду; своего рода метафора того, как музыканты чувствовали себя «замороженными» и «искалеченными» в виде группы с неясным будущим из-за пандемии COVID-19. Название было взято из текста трека «Author».
Песня «Colossal Shade» была вдохновлена музыкой Kiss эпохи альбома Lick It Up; трек был попыткой использовать подобные хард-роковые гитарные риффы и превратить их в собственное звучание Katatonia. На песню «Opaline» повлияло творчество шведской поп-рок-группы Kent; музыканты также стремились соединить её звучание со звучанием Katatonia. Основной гитарный рифф для трека «Birds» изначально был отвергнут Ренксе за то, что он слишком сильно напоминал группу Paradise Lost времён их дэт-металлического периода, но позже он отменил это решение, посчитав его уместным использовать как оммаж группе. Джоэл Экелёф из шведской прогрессив-метал-группы Soen записал вокал для песни «Impermanence». Экелёф и Ренксе давно планировали поработать друг с другом, но не могли этого сделать до начала работы над Sky Void of Stars.
Якоб Хансен, участвовавший в производстве City Burial, снова принял участие в сведении и мастеринге нового альбома, на этот раз выступив также в роли продюсера. Альбом описывается критиками как более «гитарный», чем их предыдущий альбом City Burials.

## Продвижение и выход
Название альбома и его дата выхода были объявлены 26 октября 2022 года. Одновременно с анонсом был выпущен первый сингл «Atrium», второй сингл «Austerity» вышел в свет 2 декабря 2022 года. Sky Void of Stars является первым альбомом Katatonia, выпущенным на лейбле Napalm Records. Группа запланировала тур на начало 2023 года по Европе и Латинской Америке в поддержку альбома.

## Отзывы критиков
| Оценки критиков    | Оценки критиков |
| Источник           | Оценка          |
| ------------------ | --------------- |
| Blabbermouth       | 8.5/10          |
| Metal Injection    | 9/10            |
| Metal Hammer (GER) | 6.5/7           |
| Metal Hammer (UK)  | [ 11 ]          |
| Metal Storm        | 6/10            |
| Metal.de           | [ 13 ]          |
| MetalSucks         | [ 14 ]          |
| Powermetal.de      | 9/10            |
| Sputnikmusic       | 4.2/5           |

Sky Void of Stars в целом был хорошо принят музыкальными критиками. Metal Hammer похвалили альбом за сочетание разнообразных элементов рока и метала, заключив, что «единственная предсказуемая вещь в Sky Void Of Stars — это то, насколько он чертовски, абсурдно великолепен». Metal Injection в своей рецензии пришли к выводу, что «если оценивать каждую песню в отдельности по их музыкальным достоинствам, то все они превосходны. Но что Katatonia снова сделали на Sky Void of Stars, так это создали эмоциональную связь и резонанс в своих песнях, которые имеют экспоненциальный эффект, делая альбом в сумме лучше, чем его песни по отдельности».
Blabbermouth, намекая на переходы группы через различные жанры в течение своей карьеры, отметили, что «Sky Void of Stars — это воплощение группы, которая, несмотря на изменения в звучании, по-прежнему остается самой мрачной и самой разнообразной в метале». Sputnikmusic в своей рецензии похвалили альбом за то, что ему «удалось воссоздать суть, которая сделала их властителями прогрессив-метал-сцены, сочетая мрачное волшебство, которое они раскопали на рубеже нового тысячелетия, с успокаивающей мудростью, исходящей от их последних композиций».

## Список композиций
Слова и музыка всех песен — Юнаса Ренксе.
| №                   | Название                                   | Длительность |
| ------------------- | ------------------------------------------ | ------------ |
| 1.                  | «Austerity»                                | 3:41         |
| 2.                  | «Colossal Shade»                           | 4:29         |
| 3.                  | «Opaline»                                  | 5:00         |
| 4.                  | «Birds»                                    | 4:08         |
| 5.                  | «Drab Moon»                                | 3:59         |
| 6.                  | «Author»                                   | 4:17         |
| 7.                  | «Impermanence» (с участием Джоэла Экелёфа) | 5:12         |
| 8.                  | «Sclera»                                   | 4:45         |
| 9.                  | «Atrium»                                   | 4:08         |
| 10.                 | «No Beacon to Illuminate Our Fall»         | 6:08         |
| Общая длительность: | Общая длительность:                        | 45:47        |

| №                   | Название            | Длительность |
| ------------------- | ------------------- | ------------ |
| 11.                 | «Absconder»         | 4:47         |
| Общая длительность: | Общая длительность: | 50:34        |

## Участники записи
- Юнас Ренксе — вокал, звукозапись вокала, художественное оформление
- Андерс Нюстрём — гитара, художественное оформление
- Роджер Оджерсон — гитара
- Никлас Сандин — бас-гитара
- Даниел Молайнен — ударные

## Чарты
| Чарт (2023)                                   | Высшая позиция |
| --------------------------------------------- | -------------- |
| Австрия (Ö3 Austria)                          | 13             |
| Бельгия/Фландрия (Ultratop)                   | 48             |
| Бельгия/Валлония (Ultratop)                   | 140            |
| Нидерланды (Album Top 100)                    | 43             |
| Финляндия (Suomen virallinen lista)           | 5              |
| Франция (SNEP)                                | 193            |
| Германия (Offizielle Top 100)                 | 5              |
| Шотландия (Scottish Albums Chart)             | 26             |
| Швейцария (Schweizer Hitparade)               | 3              |
| Великобритания (UK Independent Albums Chart)  | 8              |
| Великобритания (UK Rock & Metal Albums Chart) | 5              |